# Leucania pendens
Leucania pendens är en fjärilsart som beskrevs av Smith 1905. Leucania pendens ingår i släktet Leucania och familjen nattflyn. Inga underarter finns listade i Catalogue of Life.